# Corrine Brown

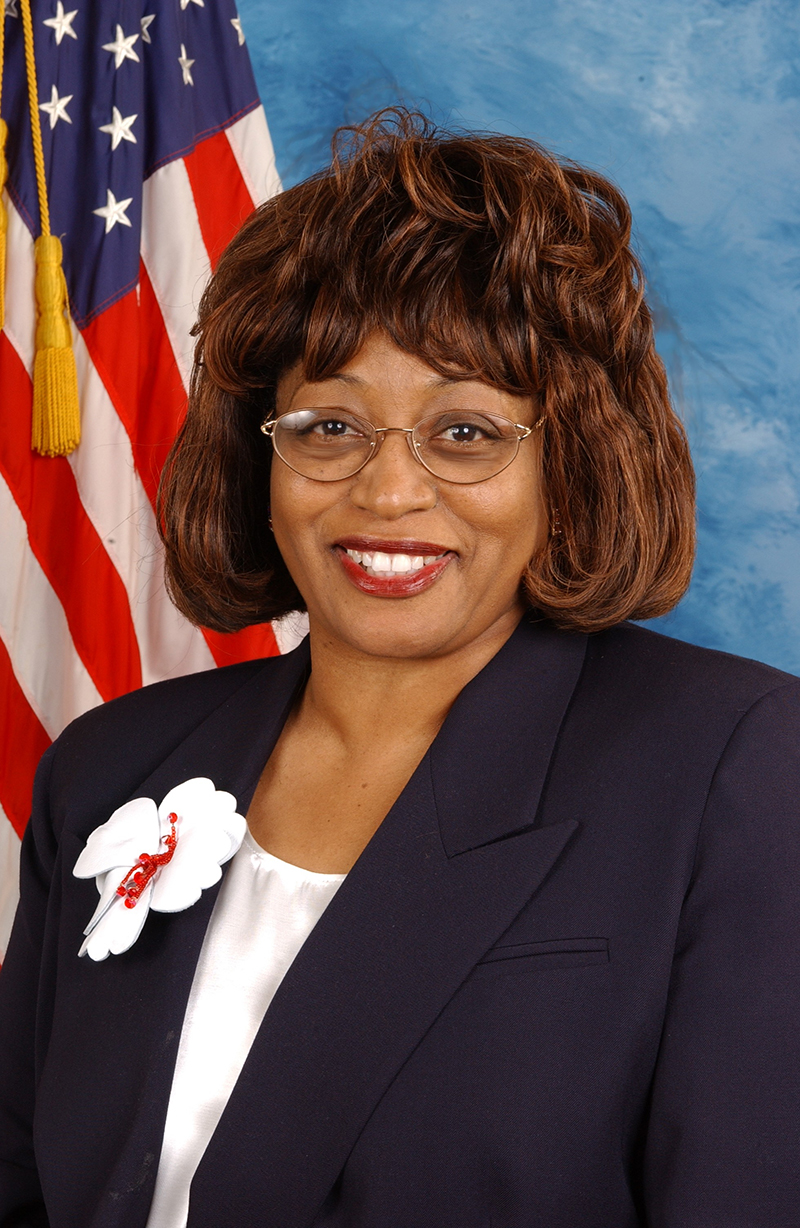
Corrine Brown

Corrine Brown (* 11. November 1946 in Jacksonville, Florida) ist eine US-amerikanische Politikerin. Von 1993 bis 2017 vertrat sie den Bundesstaat Florida im US-Repräsentantenhaus. Nach ihrer Niederlage bei den Vorwahlen des Jahres 2016 schied sie am 3. Januar 2017 aus dem Kongress aus.

## Werdegang
Corrine Brown studierte bis 1971 an der Florida A&M University in Tallahassee und danach bis 1974 an der University of Florida in Gainesville. Danach wurde sie Fakultätsmitglied der University of Florida, des Edward Waters College und des Florida Community College in Jacksonville. Gleichzeitig begann sie als Mitglied der Demokratischen Partei eine politische Laufbahn.
Zwischen 1983 und 1993 saß Brown als Abgeordnete im Repräsentantenhaus von Florida. Bei den Kongresswahlen des Jahres 1992 wurde sie im dritten Wahlbezirk von Florida in das US-Repräsentantenhaus in Washington, D.C. gewählt, wo sie am 3. Januar 1993 die Nachfolge von Charles Edward Bennett antrat. Nach bisher elf Wiederwahlen kann sie ihr Mandat im Kongress bis heute ausüben. Seit 2013 vertritt sie den fünften Kongresswahlbezirk ihres Staates. Da sie bei den Kongresswahlen des Jahres 2014 erneut bestätigt wurde, konnte sie am 3. Januar 2015 eine weitere Legislaturperiode im Kongress antreten, die bis zum 3. Januar 2017 lief. Im Jahr 2016 unterlag sie in den Vorwahlen ihrer Partei gegen Al Lawson. Daher schied sie mit Ablauf der Legislaturperiode am 3. Januar 2017 aus dem Kongress aus.
Im US-Repräsentantenhaus war Corinne Brown Mitglied des Ausschusses für Verkehr und Infrastruktur, des Veteranenausschusses sowie in einigen von deren Unterausschüssen. In der Vergangenheit geriet sie gelegentlich in Schlagzeilen im Zusammenhang mit dem Umgang mit Wahlkampfspenden. Brown war eine Gegnerin der Politik von Präsident George W. Bush. Sie bezeichnete unter anderem die Vorgänge bei der Stimmenauszählung in Florida bei der Präsidentschaftswahl 2000 als „Staatsstreich“.
Im Mai 2017 wurde Brown vor einem Gericht in Jacksonville für schuldig befunden. Das Gericht sah es als erwiesen an, dass Brown während ihrer Zeit als Abgeordnete mehrere Hunderttausend Dollar für private Zwecke ausgegeben hatte. Das Geld war für Stipendien für arme Kinder konzipiert gewesen. Anfang Dezember 2017 wurde Brown zu einer fünfjährigen Haftstrafe verurteilt.